# خوسه ماگرینیا
خوسه ماگرینیا (اسپانیایی: José Magriñá‎؛ ۱۴ دسامبر ۱۹۱۷ – ۲ اوت ۱۹۸۸) بازیکن فوتبال اهل کوبا بود.
وی همچنین در تیم ملی فوتبال کوبا بازی کرده‌است.